# لیودمیلا زیکینا
لیودمیلا زیکینا (روسی: Людми́ла Гео́ргиевна Зы́кина؛ ۱۰ ژوئن ۱۹۲۹ – ۱ ژوئیهٔ ۲۰۰۹) خواننده اهل روسیه بود.
وی همچنین برندهٔ جوایزی همچون جایزه لنین، هنرمند مردمی جمهوری شوروی فدراتیو سوسیالیستی روسیه، نشان لنین و جایزه هنرمند مردمی اتحاد جماهیر شوروی شده‌است.